# Guldpucken
Der Guldpucken (schwedisch für Goldener Puck) wird jährlich an den besten schwedischen Eishockeyspieler verliehen. Hauptsächlich wurden damit in der Vergangenheit Spieler der schwedischen Elitserien geehrt, seit der Saison 2014/15 wird der Preis aber auch an Spieler außerhalb des schwedischen Ligasystems vergeben.
Der einzige Spieler, der den Preis dreimal erhielt, ist Erik Karlsson. Zweimal wurden derweil Anders Andersson, Leif Holmqvist, Peter Forsberg und Victor Hedman geehrt.

## Preisträger
- 2025: William Nylander, Toronto Maple Leafs
- 2024: Gustav Forsling, Florida Panthers
- 2023: Erik Karlsson, San Jose Sharks
- 2022: Gabriel Landeskog, Colorado Avalanche
- 2021: Victor Hedman, Tampa Bay Lightning
- 2019: Robin Lehner, New York Islanders
- 2018: Elias Pettersson, Växjö Lakers
- 2017: Erik Karlsson, Ottawa Senators
- 2016: Erik Karlsson, Ottawa Senators
- 2015: Victor Hedman, Tampa Bay Lightning
- 2014: Joakim Lindström, Skellefteå AIK
- 2013: Jimmie Ericsson, Skellefteå AIK
- 2012: Jakob Silfverberg, Brynäs IF
- 2011: Viktor Fasth, AIK Ishockey
- 2010: Magnus Johansson, Linköping HC
- 2009: Jonas Gustavsson, Färjestad BK
- 2008: Stefan Liv, HV71
- 2007: Per Svartvadet, MODO Hockey
- 2006: Kenny Jönsson, Rögle BK
- 2005: Henrik Lundqvist, Västra Frölunda HC
- 2004: Johan Davidsson, HV71
- 2003: Niklas Andersson, Västra Frölunda HC
- 2002: Henrik Zetterberg, Timrå IK
- 2001: Mikael Renberg, Luleå HF
- 2000: Mikael Johansson, Djurgårdens IF
- 1999: Daniel Sedin & Henrik Sedin, MoDo Hockey
- 1998: Ulf Dahlén, HV71
- 1997: Jörgen Jönsson, Färjestad BK
- 1996: Jonas Bergqvist, Leksands IF
- 1995: Tomas Jonsson, Leksands IF
- 1994: Peter Forsberg, MoDo Hockey
- 1993: Peter Forsberg, MoDo Hockey
- 1992: Tommy Sjödin, Brynäs IF
- 1991: Thomas Rundqvist, Färjestad BK
- 1990: Rolf Ridderwall, Djurgårdens IF
- 1989: Kent Nilsson, Djurgårdens IF
- 1988: Bo Berglund, AIK Ishockey
- 1987: Håkan Södergren, Djurgårdens IF
- 1986: Tommy Samuelsson, Färjestad BK
- 1985: Anders Eldebrink, Södertälje SK
- 1984: Per-Erik Eklund, AIK Ishockey
- 1983: Håkan Loob, Färjestad BK
- 1982: Patrik Sundström, IF Björklöven
- 1981: Peter Lindmark, Timrå IK
- 1980: Mats Näslund, Brynäs IF
- 1979: Anders Kallur, Djurgårdens IF
- 1978: Rolf Edberg, AIK Ishockey
- 1977: Kent-Erik Andersson, Färjestad BK
- 1976: Mats Waltin, Södertälje SK
- 1975: Stig Östling, Brynäs IF
- 1974: Christer Abrahamsson, Leksands IF
- 1973: Thommy Abrahamsson, Leksands IF
- 1972: William Löfqvist, Brynäs IF
- 1971: Håkan Wickberg, Brynäs IF
- 1970: Leif Holmqvist, AIK Ishockey
- 1969: Lars-Erik Sjöberg, Leksands IF
- 1968: Leif Holmqvist, AIK Ishockey
- 1967: Bert-Ola Nordlander, AIK Ishockey
- 1966: Nils Nilsson, Leksands IF
- 1965: Gert Blomé, Västra Frölunda HC
- 1964: Nils Johansson, Afredshems IK
- 1963: Ulf Sterner, Västra Frölunda HC
- 1962: Anders Andersson, Skellefteå AIK
- 1961: Anders Andersson, Skellefteå AIK
- 1960: Ronald Pettersson, Södertälje SK
- 1959: Roland Stoltz, Djurgårdens IF
- 1958: Hans Svedberg, Skellefteå AIK
- 1957: Hans Öberg, Gävle Godtemplares IK
- 1956: Åke Lassas, Leksands IF